# 안젤루 다 코스타 주니오르
안젤루 다 코스타 주니오르(Angelo da Costa Júnior, 1989년 9월 29일~ )는 주니오르 코스타로 불리는 브라질의 은퇴한 축구 선수이며, 골키퍼로 활약했다. 이탈리아에서는 안젤루 다 코스타로 불리고 있다.

## 생애

### 산투 안드레
2004 코파 두 브라지우에 참가하여 경기를 하였다.
2005년 4월에 그는 브라질 세리 B에 있던 산투 안드레와 더 나은 계약을 맺었고 2008년 12월까지 뛰었다.
2005 코파 리베르타도레스에서는 세로 포르테뇨와의 단 한 경기를 제외하고 주전 골키퍼였던 줄리우 세자르 마르칭스의 백업을 맡으며 벤치에 앉았다.
2006 브라질 세리 B 시즌에도 그는 마르셀루 보낭의 백업 키퍼였다. 2006년 8월 25일 리그 23라운드에서 보낭을 대신해 출전하며 첫 데뷔전을 치렀다.

### 바레세와 안코나
2008년 1월에 그는 세리에 C2의 팀인 바레세로 떠났다
2008년 여름에 AC 안코나와 밝혀지지 않은 금액으로 이적했다.